# Drenthe
Drenthe phát âmⓘ là một tỉnh của Hà Lan, nằm ở vùng đông bắc đất nước. Thủ phủ là thành phố Assen. Tỉnh này giáp với các tỉnh Overijssel ở phía nam, Friesland ở phía tây, Groningen ở phía bắc, và nước Đức (bang Niedersachsen) ở phía đông.
Hiện nay, tỉnh này có 12 hạt. Mỗi hạt gồm một vài thị trấn và làng.
Drenthe là một tỉnh nông nghiệp. Các cơ sở công nghiệp tập trung gần thành phố. Cảnh đồng quê tĩnh lặng và những con đường xuyên qua các cánh đồng là nơi thu hút khách du lịch đặc biệt là khách đến đạp xe đạp thư giãn.